# Urfaust (Band)
Urfaust war eine niederländische Band.

## Geschichte
Urfaust (benannt nach Goethes Urfaust) entstand zunächst als Ambient-Projekt von IX. Dieser nahm das Demo Urvaterlicher Sagen auf. Später stieg VRDRBR (sprich: Verderber), welcher schon als Gastmusiker für The Devil’s Blood tätig war, ein und 2004 erschien auf dem Label GoatowaRex das Debüt Geist ist Teufel. 2005 folgte Verräterischer, nichtswürdiger Geist. In den folgenden Jahren erschienen weitere EPs und Splits. Zuletzt war die Band beim Label Ván Records des Ex-Nagelfar-Mitglieds Sven Dinninghoff unter Vertrag. Im August 2023 gab die Band das Ende des Projekts bekannt.

## Stil
Auf den Alben spielte Urfaust rohen und einfach gehaltenen Black Metal, der jedoch nicht mit den üblichen Screams versehen ist. IX verwendet eine Art Operngesang, der von klarem Gesang bis zu an Burzum erinnernde Schreie variiert. Die Gitarre ist extrem verzerrt und oft mit starken Effekten versehen. Im Kontrast dazu steht das trockene, klare Schlagzeug. Manche Stücke sind nur mit klassischen Instrumenten wie der Violine, dem Kontrabass, Pauken und Trompeten gespielt. Die Kritiken waren überwiegend positiv. Die Musik wird als „schwer verdaulich“, „benebelnd und beklemmend“ beschrieben. Drei Rituale jenseits des Kosmos enthält starke Einflüsse aus dem Drone Doom. Die Musik dieser EP wurde mit der Black-Metal-/Death-Industrial-Band Abruptum verglichen. Die EP Einsiedler ist etwas melodischer, aber in ähnlich langsamen Tempo. Dort finden sich Einflüsse des Postrock sowie ein mehrere Minuten langes Keyboard-Solo. Die Einflüsse der Band liegen im Black Metal, aber auch in der mittelalterlichen Musik, alten Lobpreisgesängen und Shōmyō-Gesang. Textliche Inspirationen sind unter anderem Goethes Faust und Friedrich Nietzsches Also sprach Zarathustra.
Die Namen der Lieder sind in anspruchsvollem, aber oft fehlerhaftem Deutsch: Auszug Aller Tödlich Seinen Krafte, Der Halbtoten Dichters Schein-Existenz. Die Texte der Band sind weder verständlich noch bekannt, oft wird die Frage aufgeworfen, ob welche existieren.

„Hört sich so an, als enthielte ‚der Text‘ kein einziges Wort. Sänger IX artikuliert sich vorrangig in klagenden Schreien mit ornithologischem Hintergrund […] und einem morbiden Singsang, der mal die feierliche Theatralik eines sterbenden Opernhelden verströmt, mal wie ein betrunkener Seemann klingt, der zwischen unterschlagener Lebensfreude und unendlicher Sehnsucht wankt und schwankt.“

Aus einer Aussage der Band ist jedoch zu schließen, dass die Stimme zwar als Instrument eingesetzt wird, aber durchaus auch Texte vorhanden sind. Im Beiheft des 2010 erschienenen Albums Der Freiwillige Bettler sind in niederländischer Sprache verfasste Texte abgedruckt.

## Diskografie
Demos
- 2004: Urvaterlicher Sagen (CDR/MC; Eigenvertrieb)

Studioalben
- 2004: Geist ist Teufel (CD/LP/MC; Christcrusher Productions)
- 2005: Verräterischer, nichtswürdiger Geist (CD/2×12"/MC; GoatowaRex)
- 2010: Der freiwillige Bettler (CD/LP/ALAC; Ván Records)
- 2016: Empty Space Meditation (CD/CD+LP/LP; Ván Records)
- 2018: The Constellatory Practice (CD/CD+LP/FLAC; Ván Records)
- 2020: Teufelsgeist (CD+LP; Ván Records)
- 2023: Untergang (CD/LP; Ván Records)

Konzertalben
- 2008: Oslo 24-03-07 (MC; Obscure Gate Productions)
- 2013: Trúbadóirí Ólta an Diabhail (LP; Ván Records)
- 2017: Acherontic Rite (12"; Ván Records)
- 2018: Live At Acherontic Arts 3 (CD/LP; Ván Records)

EPs
- 2008: Drei Rituale jenseits des Kosmos (CD/LP/MC; Debemur Morti Productions)
- 2009: Einsiedler (CD/12"/MC; Ván Records) MC-Veröffentlichung via Terratur Possessions.
- 2015: Apparitions (CD/12"/LP; Ván Records)
- 2016: Voodoo Dust (CD+12"/12"; Ván Records)

Splits
- 2006: Auerauege Raa Verduistering mit Circle of Ouroborus (MC; Ahdistuksen Aihio Productions, Target:Earth Productions)
- 2007: Vom Geist Der Schwere / The Moselle Enigma mit The Ruins of Beverast (7"/MC; Ván Records)
- 2009: The Adorn Japetus / Unter Töchtern Der Wüste mit Joyless (7"; Ván Records)
- 2011: Mitt Rike / Der König In Thule mit Celestial Bloodshed (7"; Terratur Possessions)
- 2013: Spiritus Nihilus / Pagan Eyes Over German Skies mit King Dude (7"; Ván Records)
- 2015: Het aalschuim der natie mit Lugubrum (7"; Ván Records)[10]
- 2015: Ghoulfaust mit Ghoul-Cult (7"; Terratur Possessions)
- 2017: Heengegaan / Zelfbestraffingsten Denz En Occulte Raabsels mit Wederganger (CD/LP; Ván Records)
- 2018: Lo-Fi LowLive - Live In The Netherlands mit Black Anvil (7”; Ván Records)
- 2019: Bradobroeders mit Lugubrum (12”; Ván Records)

Singles
- 2013: Die erste Levitation (7”; Ván Records)

Kompilationen
- 2012: Ritual Music for the True Clochard (CD/2xLP; Ván Records)
- 2021: Compilation of Intoxications (CD/12”-Vinyl; Ván Records)

Beiträge auf Kompilationen (Auswahl)
- 2004: I anmarsj gjennom grangrunn und Skogens hatefulle skapning auf Gathered Under the Banner of Strength and Anger: A Homage to Ildjarn (Pestilence Records)